# Grunholz
Grunholz (früher Gruonholtz) ist ein Stadtteil der Stadt Laufenburg (Baden) im Landkreis Waldshut in Baden-Württemberg.
Aufgrund der Gebietsreform in Baden-Württemberg wurde Grunholz am 1. Juli 1971 ein Stadtteil der Stadt Laufenburg (Baden).

## Geografie
Das landeskundliche Informationssystem für Baden-Württemberg beschreibt Grunholz als ein "Straßendorf mit kurzen Quergassen am Talhang des Hochrheins".
Grunholz liegt westlich von Laufenburg. Die L151a verbindet Laufenburg (Baden) nördlich mit Grunholz. Im Süden führt die Luise-Bauer-Straße nach Luttingen und im Norden der Dornhag nach Hochsal.
Durch den Ort fließt der Grunholzbach, der der Hochsaler Wuhr nahe Hochsal entspringt. Der Grunholzbach geht in den Bleielbach über und mündet im Rhein.

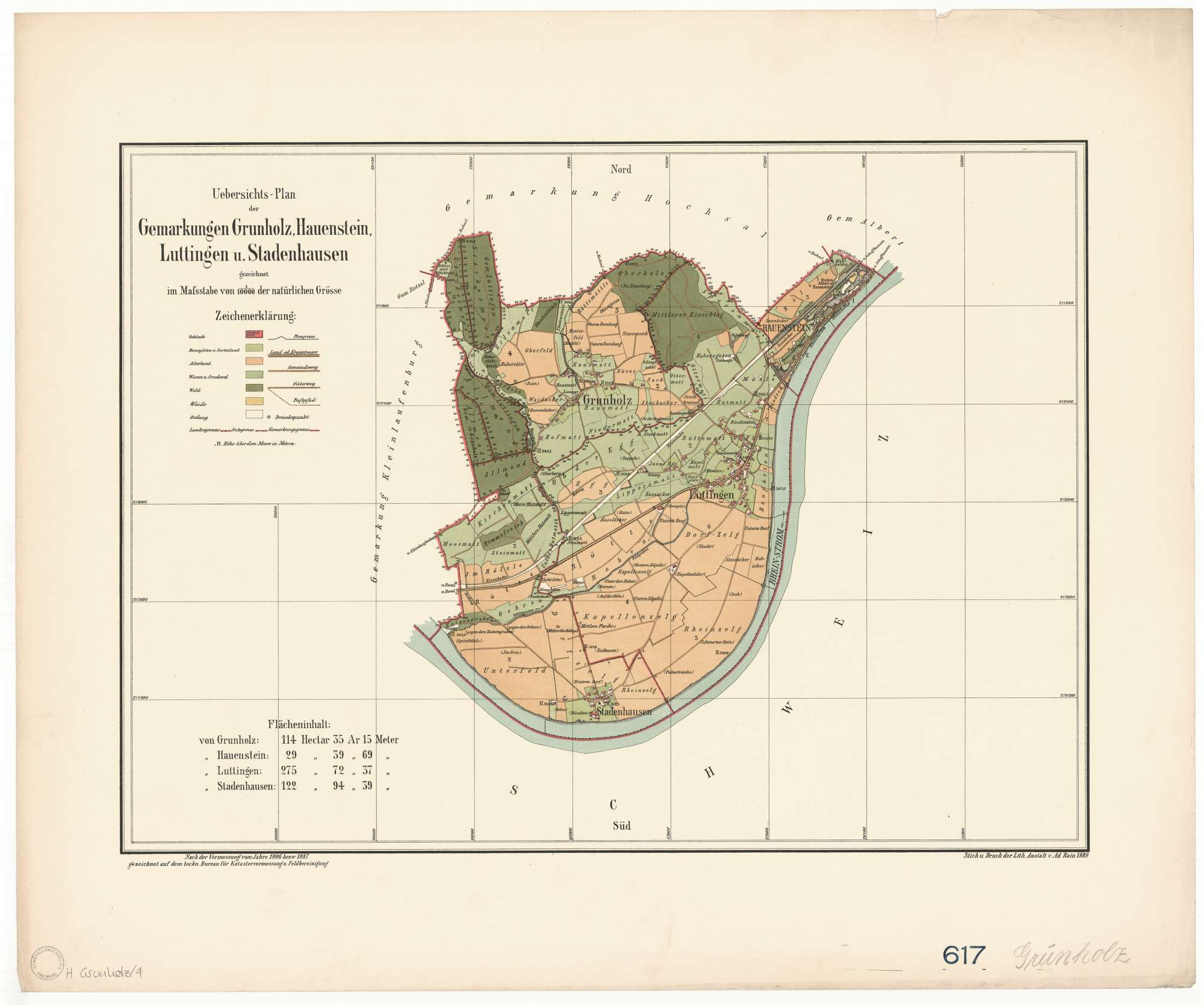
Gemarkung Grunholz, Hauenstein, Luttingen u. Stadenhausen 1890

## Geschichte
Der Ort wurde 1281 erstmals unter dem Namen "Gruonholtz" (von Holz = Wald) erwähnt. Grunholz war damals eine Ausbausiedlung des hohen Hochmittelalters von Luttingen her. Noch zu Beginn des 14. Jahrhunderts war die Abgrenzung der Herrschaftsrechte zu Grunholz zwischen Habsburg und dem Stift Säckingen nicht eindeutig. Österreich erlangte jedoch – auch wenn es 1325 seine Ansprüche auf ein hier gelegenes Gut des Stiftes nicht durchsetzen konnte – die volle Ortsherrschaft. Grunholz gehörte zum Waldvogteiamt in der Herrschaft Hauenstein und kam 1805 (siehe Frieden von Pressburg) an Baden bzw. Oberamt Waldshut, 1809 an das Oberamt Laufenburg, 1819 vom Bezirksamt Säckingen zum Bezirksamt Waldshut und 1936 an das Bezirksamt/Landkreis Säckingen. Grunholz bildete zunächst mit Stadenhausen eine Vogtei, seit 1831 aber eine selbständige Gemeinde.
Grunholz wurde am 1. Juli 1971 nach Laufenburg eingemeindet. Seit der Erschließung eines Neubaugebietes in den 90er Jahren hat sich der Ort auf die doppelte Größe ausgedehnt.

## Wappen
In Silber auf grünem Schildfuß eine grüne Tanne, beseitet von zwei schwarzen Nägeln.
Vorzüglich stark wurde hier die Nagler-Profession und der Handel mit Nägeln in die nahe Schweiz betrieben. So schildert es Kob 1813. Das Generallandesarchiv hatte 1906 das eingangs beschriebene Wappen vorgeschlagen. Der Gemeinderat lehnte es ab, weil "die zwei Schuhnägel auf dem neuen Siegel demselben und der Gemeine keinen Ruhm und keine Ehre bereiten". Von der betriebenen Nagelschmiederei habe sich nämlich ein Handwerker nur "kümmerlich ernähren" können. Letztlich hatte der Entwurf 1907 dann doch Anklang gefunden.

## Kapelle und Religion
In der Mitte des Dorfes steht die Kapelle Maria Königin, erbaut 1957.

## Sonstiges
Folgendes Videomaterial ist aus der DVD "Zauberhaftes Laufenburg" bzgl. Grunholz vorhanden.